# NGC 2310
NGC 2310 je galaksija u zviježđu Krmi.

## Vanjske poveznice
- SEDS: NGC 2310